# Przymiotno węgierskie

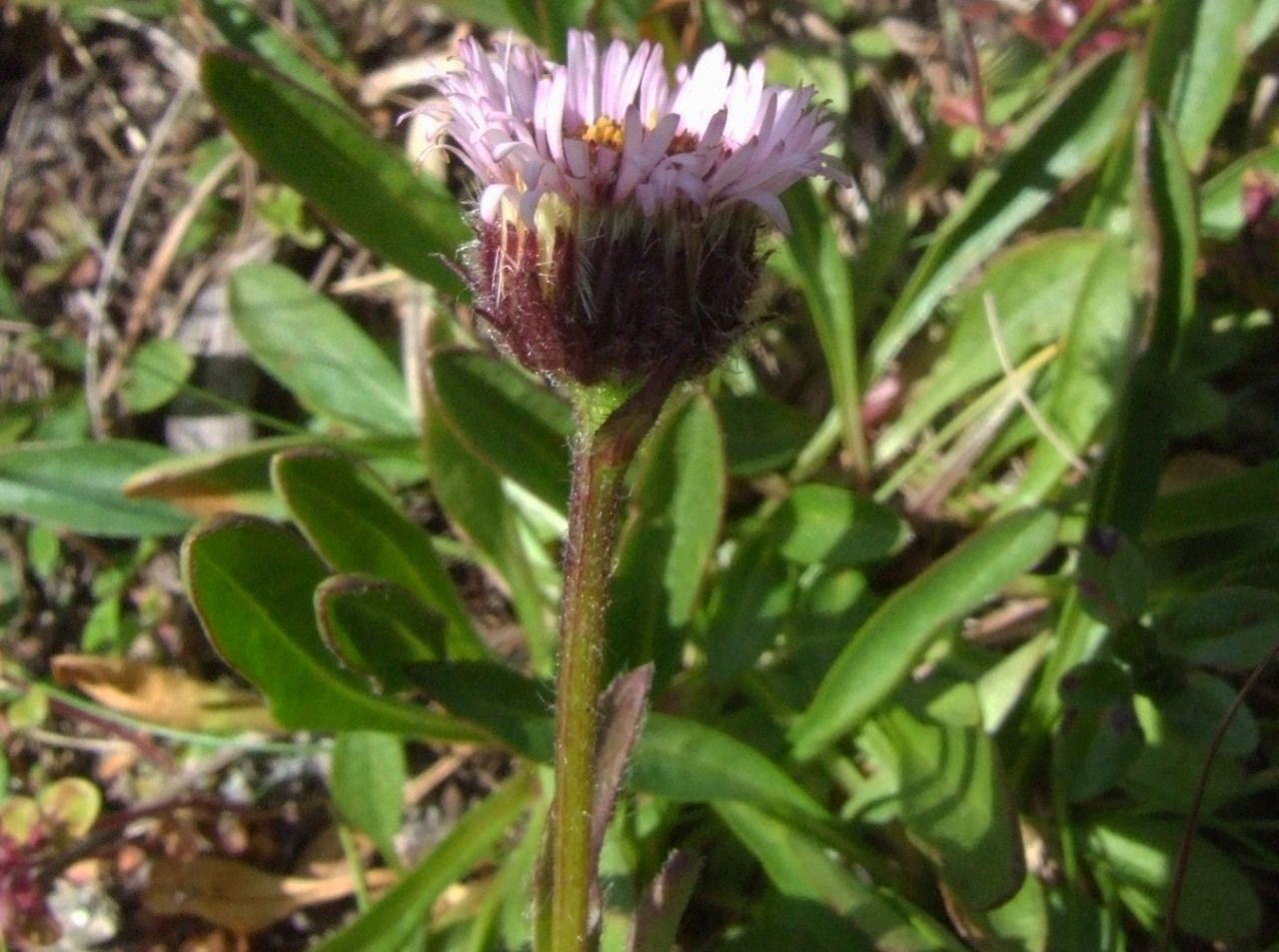

Przymiotno węgierskie (Erigeron hungaricus (Vierh.) Pawł.) – gatunek rośliny z rodziny astrowatych. 

## Rozmieszczenie geograficzne
Endemit ogólnokarpacki.  Występuje w Górach Rodniańskich, południowo-wschodniej części Karpat oraz w Tatrach. W Polsce gatunek rodzimy.
W polskich Tatrach stwierdzono jego występowanie na około 50 stanowiskach w następujących miejscach: Wąwóz Kraków, Przełęcz między Kopami, Kamienista, Miedziane, Pośredni Granat, Wołowiec, Jarząbczy Wierch, Kamienista, Starorobociański Wierch, Ornak, Dolina Pyszniańska, Kominiarski Wierch, Czerwone Wierchy (liczne stanowiska), Giewont, Kopa Kondracka, Kasprowy Wierch, Skrajna Turnia, Granaty, Mała Koszysta, Wrota Chałubińskiego, Opalony Wierch, Mięguszowieckie Szczyty, Niżnie Rysy. 

## Morfologia
ŁodygaWzniesiona, pojedyncza, czerwono nabiegła, o wysokości 5-15(30) cm, silnie i szorstko owłosiona, szczególnie w górnej części, bez gruczołów.
LiścieGrube, nieco mięsiste. Liście różyczkowe oraz dolne łodygowe łopatkowate, tępe, zwężające się w krótki i bardzo szeroko uskrzydlony ogonek. Górne liście łodygowe mniejsze i ostro zakończone. Wszystkie liście są orzęsione po bokach, blaszka (przynajmniej na spodniej stronie) jest naga. Po zasuszeniu często stają się żółtozielone.
KwiatyZebrane w pojedynczy, niemal półkulisty koszyczek na szczycie łodygi. Średnica koszyczka 2–3 cm. Listki okrywy gęstowełniste, bez gruczołów i przeważnie purpurowe. W koszyczku występują trojakie kwiaty: brzeżne języczkowate, środkowe rurkowate obupłciowe lub żeńskie. Kwiaty obupłciowe i żeńskie są wymieszane, żeńskie mają wąskorurkową koronę. Kwiaty brzeżne języczkowate są czerwone lub liliowe, wszystkie wewnętrzne kwiaty są żółte. Brzeżne kwiaty języczkowate są niemal dwukrotnie dłuższe od środkowych rurkowatych. We wszystkich kwiatach puch kielichowy w jednym szeregu.
OwocNiełupka o długości ok. 2 mm z puchem kielichowym o długości 3,5-4,5 mm.
Gatunki podobnePrzymiotno jednokoszyczkowe, w Polsce również występujące wyłącznie w Tatrach. Morfologicznie bardzo podobne, różni się głównie kwiatami w koszyczku (są tylko dwojakiego rodzaju; wszystkie wewnętrzne rurkowate są obupłciowe, brak żeńskich). Niewielkie różnice w owłosieniu liści; u p. jednokoszyczkowego liście są owłosione również na górnej i spodniej stronie.

## Biologia i ekologia
Bylina, hemikryptofit. Kwitnie od lipca do sierpnia. Roślina wiatrosiewna. Porasta wilgotne skały i hale, dużo częściej na podłożu wapiennym. Występuje w piętrze kosówki i piętrze alpejskim Tatr. W klasyfikacji zbiorowisk roślinnych gatunek charakterystyczny dla związku (All.) Seslerion tatrae. Liczba chromosomów 2n = 18.
Tworzy mieszańce z przymiotnem jednokoszyczkowym.

## Zagrożenia i ochrona
Kategoria zagrożenia gatunku w Polsce według Polskiej czerwonej księgi roślin (2001): LR (niższego ryzyka). W wydaniu z roku 2014 posiada kategorię NT (bliski zagrożenia). 
Na Czerwonej liście roślin i grzybów Polski (2006) posiada kategorię R (rzadki – potencjalnie zagrożony). W wydaniu z 2016 roku otrzymał kategorię NT (bliski zagrożenia).
Objęty ścisłą ochroną.